# Красноярский район (Красноярский край)
Красноярский район — бывший район на территории Красноярского края, существовавший с 1924 по 1936 год. Административный центр - г. Красноярск.
Занимал площади современных Емельяновского и Берёзовского районов, а также северо-восточной части Балахтинского.

## История
Красноярский район образован в 1924 в составе Енисейской губернии, однако уже в 1925 вошёл в состав Красноярского округа Сибирского края. В 1930 как район вошёл в состав Восточно-Сибирского края.
При отделении 7 декабря 1934 от Восточно-Сибирского края Красноярский район вошёл в состав новообразованного Красноярского края. В 1935 южная часть района отошла в новообразованный Даурский район. В 1936 Красноярский район был разделён на Емельяновский и Советский.